# Grodziczno (Ermland-Mazurië)
Grodziczno is een dorp in het Poolse woiwodschap Ermland-Mazurië, in het district Nowomiejski. De plaats maakt deel uit van de gemeente Grodziczno en telt 890 inwoners.
Toen deze plaats nog deel uitmaakte van Oost-Pruisen in Duitsland, was de naam van de plaats gelijk aan de huidige Poolse naam.